# Festuca camerunensis
Festuca camerunensis är en gräsart som beskrevs av Evgenii Borisovich Alexeev. Festuca camerunensis ingår i släktet svinglar, och familjen gräs.
Artens utbredningsområde är Kamerun. Inga underarter finns listade i Catalogue of Life.